# Csupasz pisztoly (film, 2025)
A Csupasz pisztoly (eredeti cím: The Naked Gun) 2025-ös amerikai akció filmvígjáték, amelyet Dan Gregor, Doug Mand és Akiva Schaffer forgatókönyvéből Schaffer rendezett. A Csupasz pisztoly 33 1/3 – Az utolsó merénylet (1994) folytatása, valamint a Csupasz pisztoly-franchise negyedik filmje. A főbb szerepekben Liam Neeson, Pamela Anderson, Paul Walter Hauser, Kevin Durand és Danny Huston látható.
Az Amerikai Egyesült Államokban 2025. augusztus 1-jén a Paramount Pictures, míg Magyarországon egy héttel később, augusztus 7-én a UIP-Dunafilm forgalmazásában  mutatták be a mozikban.

## Cselekmény
Frank Drebin Jr. hadnagy, a Los Angeles-i Rendőrség tagja, egyedül intéz el egy bankrabló bandát, miközben iskoláslánynak álcázza magát, nem tudva, hogy a bűncselekmény csak elterelés volt egy P.L.O.T. nevű titkos eszköz ellopásához a széfből. Davis rendőrfőnöknek elege lesz Drebin törvényen kívüli módszereiből, és felmenti őt a rablás ügyében folyó nyomozás alól. A férfi ezért elhunyt apját, Frank Drebint kéri segítségül az ügy megoldásához.
Drebin nyomozni kezd Simon Davenport szoftvermérnök halálos autóbalesete ügyében, amelyet öngyilkosságnak ítél, de a helyszínen egy gyufásdobozra bukkan. Simon krimiíró nővére, Beth másképp gondolja, azonban Drebin lebeszéli őt a további nyomozásról. Drebin a cég technológiai kiállításán találkozik Richard Cane-nel, Simon gazdag munkaadójával az Edentechtől. Miután kölcsönösen értékelik a The Black Eyed Peas együttesét, Cane egy önvezető elektromos autót adományoz a rendőrségnek – ami Drebin vezetésével nagy zűrzavart okoz – és ajánlja nekik a saját éjszakai klubját. Drebin észreveszi, hogy a Simon balesetének helyszínén talált gyufásdobozon ugyanaz a logó van, mint a szórakozóhelyen.
Cane titokban bemutatja, hogyan fogja felhasználni az ellopott P.L.O.T. eszközt, hogy az embereket visszatérítse barbár természetükhöz, és így megtisztítsa a népességet a milliárdos társai számára, akik biztonságban lesznek egy bunkerben. Drebin az egyik bankrablót kihallgatva megtudja, hogy a széf Simoné volt, így összekapcsolja a két ügyet. Cane klubjában Beth improvizált, szörnyű scat énekléssel eltereli Cane figyelmét, míg Drebin számos alakkal küzd, hogy hozzáférjen a biztonsági felvételekhez; rájön, Simon titokban találkozott egy újságíróval. Davis felfüggeszti Drebint engedetlenség miatt. Beth a demoralizált Drebin mellett marad, aki végre elhatározza, hogy továbblép a elhunyt feleségének emlékeitől. Drebin és Beth egy romantikus hétvégét töltenek egy alpesi faházban. Hármasban szeretkeznek egy varázslatos, élő hóemberrel, de az gyilkos kedvűvé válik, miután elhanyagolják.
Drebin megtalálja a meggyilkolt újságírót, és könnyen rászedik, hogy gyanúba keverje magát. Elektromos autóval menekül, ám Cane átveszi az irányítást, és megpróbálja megölni Drebint, ahogy Simont is megölte. Drebin kilövi a szélvédőt, de az autó ismét csapdába ejti, amikor frontálisan belehajt a léggömbökbe, a méhekbe és egy pótalkatrész szélvédőjébe. Véletlenül aktiválja Clippy-t, aki segítőkészen kinyitja az ajtókat. Eközben a rendőrséget feloszlatják. Beth elárulja, Simon attól tartott, hogy a P.L.O.T. eszközt visszaélésszerűen fogják használni, de Drebin gyanítja, Beth csak kihasználja őt, és dühösen elhagyja a nő otthonát.
Drebin elfogja Cane segédjét, Gustafsont, és megfélemlíti, hogy vallomást tegyen Cane tervéről, miszerint a P.L.O.T. eszközt egy vegyes harcművészeti mérkőzésen, az újévi eseményen fogja aktiválni. A hadnagy siet a segítségükre, de nem tudja megakadályozni a P.L.O.T. aktiválását, így értelmetlen erőszak tör ki az egész városban. Drebin végül apja szellemétől kap segítséget, aki bagoly formájában jelenik meg, és megakadályozza Cane szökését. Cane végül összetűzésbe keveredik a hadnaggyal, de könnyedén semlegesíti. Miután helyreállították a rendet a városban a P.L.O.T. parancsának visszafordításával, Drebin és Beth egymás karjaiba borulnak.
A stáblista után “Weird Al” Yankovic egy üres bunkerben lép színpadra.

## Szereplők
| Szerep                   | Színész             | Magyar hang            |
| ------------------------ | ------------------- | ---------------------- |
| Frank Drebin Jr. hadnagy | Liam Neeson         | Csernák János          |
| Beth Davenport           | Pamela Anderson     | Sajgál Erika           |
| Ed Hocken Jr. százados   | Paul Walter Hauser  | Mészáros Máté          |
| Richard Cane             | Danny Huston        | Kőszegi Ákos           |
| Davis rendőrfőnök        | CCH Pounder         | Nagyváradi Erzsébet    |
| Sig Gustafson            | Kevin Durand        | Debreczeny Csaba       |
| Barnes rendőrtiszt       | Liza Koshy          | László Lili            |
| Park nyomozó             | Eddy Yu             | Szatmári Attila        |
| Nordberg Jr.             | Moses Jones         | Bergendi Áron          |
| Pultos                   | Cody Rhodes         | Pásztor Tibor          |
| Bankrabló                | Busta Rhymes        | Olt Tamás              |
| önmaga                   | Jon Anik            | Láng Balázs            |
| önmaga                   | Michael Bisping     | Horváth-Töreki Gergely |
| önmaga                   | Dave Bautista       | Ifj. Jászai László     |
| önmaga                   | “Weird Al” Yankovic | Karácsonyi Zoltán      |

### Magyar változat
- Magyar szöveg: Speier Dávid
- Hangmérnök: Jacsó Bence
- Vágó: Simkóné Varga Erzsébet
- Gyártásvezető: Gelencsér Adrienne
- Szinkronrendező: Tabák Kata
- Zenei rendező: Molnár Gábor
- Produkciós vezető: Hagen Péter

A szinkront a Mafilm Audio Kft. készítette el.

## A film készítése
2013 decemberében a Paramount Pictures bejelentette, hogy készül a Csupasz pisztoly-franchise rebootja, amelyben Frank Drebin szerepét Ed Helms kapta, a forgatókönyvet pedig Thomas Lennon és Robert Ben Garant közösen írta. 2014 januárjában Garant elárulta, a projekt munkacíme Episode IV: A New Hope lett, miközben kijelentette, hogy az eredeti filmek folytatásának szánják. Helmsnek egy olyan karaktert kellett volna alakítania, aki „Frank Drebin, nem rokonom” néven mutatkozik be, így a film úgy mutathat be egy új főszereplőt, hogy nem mond ellent a korábbiaknak. 2015 márciusában David Zucker azt nyilatkozta; felajánlották neki, hogy produceri szerepet vállal a projektben, de visszautasította a részvételt, mivel úgy érezte, a film komikus stílusa eltérne, és végső soron rosszabb lenne, mint az eredeti filmjei. 2015 augusztusában Helms megerősítette, a forgatókönyvet még mindig írják, ugyanakkor elismerte, hogy Zucker aggódik a mai közönség fogadtatása miatt, és hogy a korábbi filmek paródia műfaján kívül valami másra is szükség van. 2017 márciusára David Zucker és Pat Proft befejezte a forgatókönyv újraírását, a cselekményt úgy dolgozták át, hogy Frank Drebin fia nem rendőr, hanem titkosügynök, a film címe pedig Naked: Impossible lett volna, mivel Zucker úgy érezte, „ma már nem csinálnak zsarufilmeket. Ha paródiát csinálsz, akkor valami aktuálisat kell kifiguráznod.”
2021 januárjában bejelentették, hogy Seth MacFarlane-t szerződtették a projekt továbbfejlesztésére. Miután MacFarlane már korábban, 2015-ben kifejezte érdeklődését Liam Neeson iránt Frank Drebin Jr. szerepében, a filmkészítőt felvette a stúdió. Neeson elárulta, a filmkészítő a Paramount Pictures mellett megkereste őt a film főszereplésével kapcsolatban. Ugyanezen év júniusában Neeson kijelentette, MacFarlane a forgatókönyv új vázlatán dolgozik, a stúdióval ráadásul a filmkészítő esetleges rendezői szerepéről is tárgyalnak. Kifejezte izgatottságát a projekt és a lehetőség iránt, hogy egy komikusabb szerepkörben játszhat, amennyiben úgy dönt, szerepel a filmben; ugyanakkor kijelentette, a projekt fejlesztése folyamatban van. 2022 februárjában Neeson ismét megerősítette, a Paramount még mindig udvarol neki, hogy szerepeljen a folytatásában.
2022 októberében hivatalosan is zöld utat kapott a film, Neesonnal a főszerepben, mint Frank Drebin Jr. és Akiva Schaffer rendezésében. Dan Gregort és Doug Mandot bízták meg, hogy írják meg a forgatókönyv új változatát egy korábbi vázlatból Mark Hentemann és Alec Sulkin közreműködésével. A Writers Guild of America 2024 decemberében határozta meg, hogy Gregor, Mand és Schaffer kapják a forgatókönyvhöz a szerzői jogokat, míg Hentemann, MacFarlane és Sulkin további irodalmi anyagokkal járult hozzá. MacFarlane és Erica Huggins producerként működött közre a Fuzzy Door Productions nevű produkciós cégük keretében.
A forgatás 2024. május 6-án kezdődött Atlantában Law of Toughness munkacímmel, és június 28-án fejeződött be.

## Bemutató
A filmet a tervek szerint 2025. augusztus 1-jén mutatják be az Amerikai Egyesült Államokban. Eredetileg 2025. július 18-án jelent volna meg.  2025 áprilisában David Zucker elégedetlenségét fejezte ki amiatt, hogy a film stábja nem vonta be őt a munkába. Kijelentette, nem fogja megnézni a filmet.